# Kristian Bjerknes

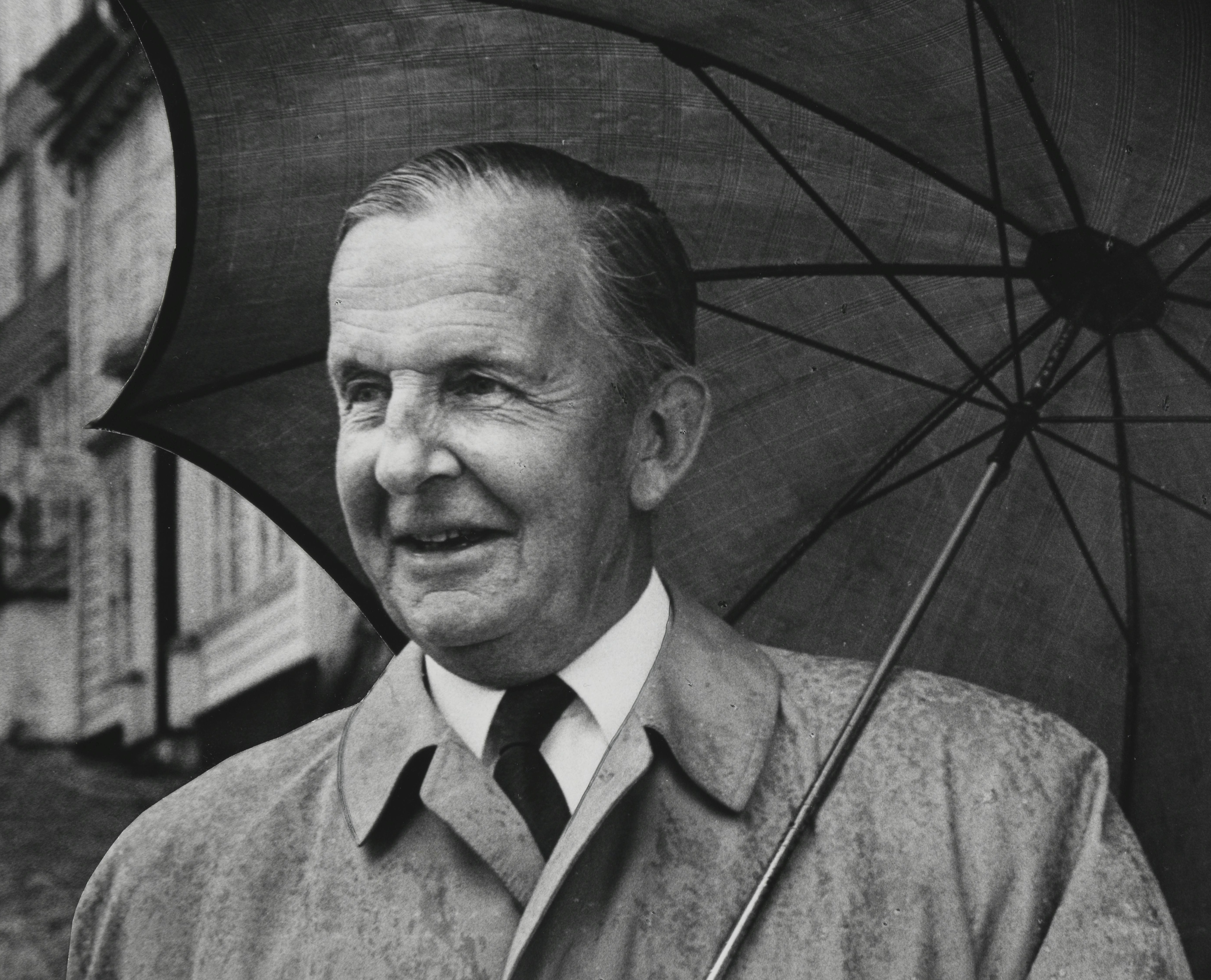
Kristian Bjerknes (1968)

Kristian Bonnevie Bjerknes (* 10. Juni 1901 in Stockholm, Schweden; † 28. November 1981 in Bergen, Norwegen) war ein norwegischer Architekt, Konservator und Autor.

## Leben
Kristian Bjerknes promovierte 1924 an der Norwegischen Technischen Hochschule. Er arbeitete nach seinem Studium von 1925 bis 1941 in einem Architekturbüro in Bergen und schließlich von 1942 bis zu seiner Pensionierung 1971 im Bergen Museum.
Kristian Bjerkens veröffentlichte verschiedene Schriften über Stabkirchen, wie beispielsweise über die Stabkirche Urnes, Stabkirche Kaupanger, Stabkirche Borgund, Stabkirche Hopperstad und Stabkirche Fantoft.
Er erhielt den norwegischen Architekturpreis (Treprisen) 1975 für den Bau von Villas, bei denen er traditionelle mit moderner Bauweise kombinierte.

### Von Kristian Bjerknes
- Utgav Gamle borgerhus i Bergen (1961)
- Kong Oscars gate gjennom tidene (1973)
- Kaupanger stavkirke og dens konstruksjoner (1975)

### Über Kristian Bjerknes
- Torvanger, Åse Moe: Kristian Bjerknes, bevarer og fornyer, Oslo 2001, ISBN 82-7631-061-3